# مدل (هنر)

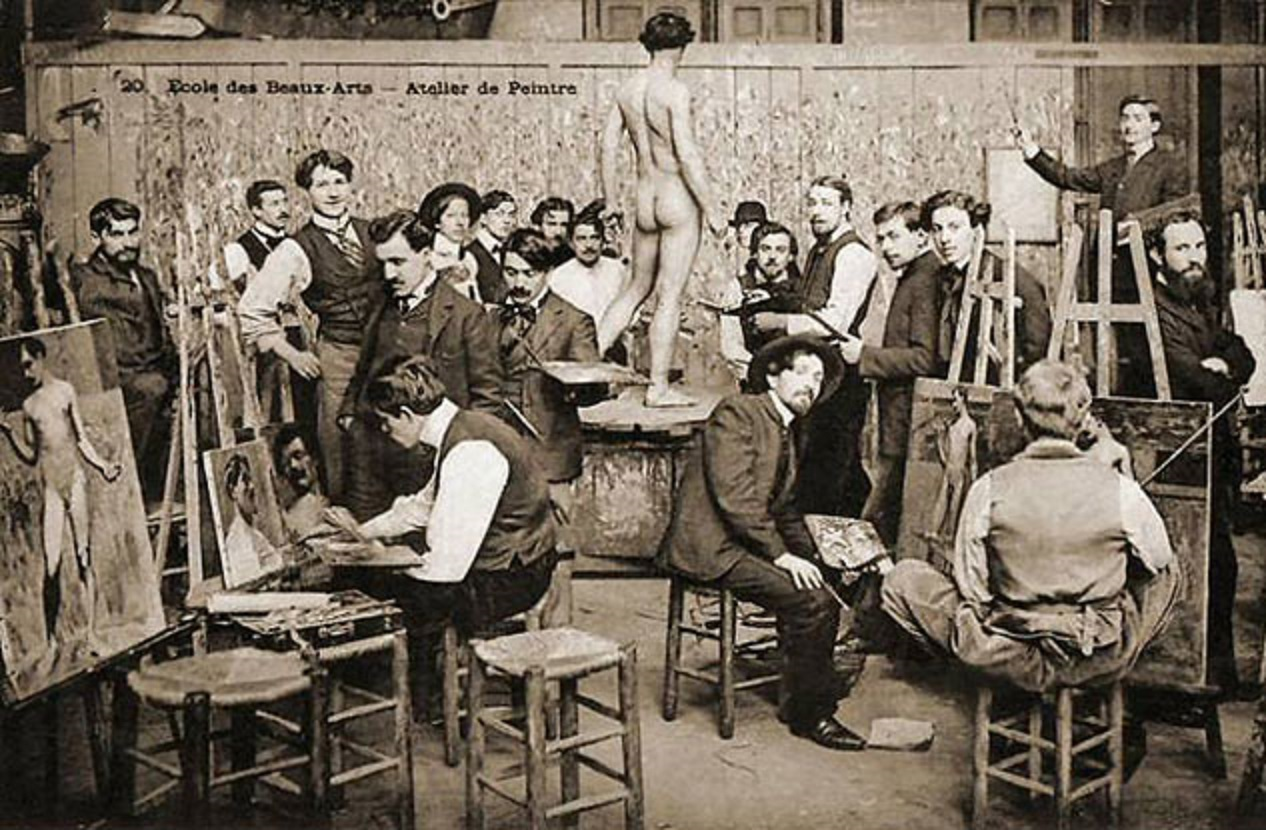
مدرسه هنرهای زیبا

مدل (انگلیسی: Model) عنوان یک الگوی الهام‌دهندهٔ کار هنری برای هنرمندان هنرهای تجسمی است. مدل، مهمترین فرایند نمایش خلاقیت هنرمند و اثر هنری وی محسوب می‌شود و همانند یک مرجع بصری برای هنرمند تلقی می‌شود. با این وجود، مدل‌ها فارغ از جنبهٔ الگو بودن صرف، اغلب به عنوان موز (اسطوره) تصور می‌شوند. منبعی الهام‌بخش که بدون وجود آنها، هنر وجود نخواهد داشت. هنرمندان ممکن است گاهی از دوستان و خانواده خود به عنوان مدل نیز استفاده کنند.  برخی مدل‌ها را هنرمندان حرفه‌ای به صورت خصوصی استخدام می‌کنند. اگر چه در تصویرگری و نقاشی، زیباشناختی جزو انگیزه‌های اولیهٔ تجاری اثر است اما معمولاً و در غالب آثار از مدل‌ها استفاده می‌شود. به عنوان مثال، نورمن راکول از دوستان و همسایگان خود به عنوان مدل در کارهای هنری و تجاری خود استفاده می‌کرد.
مدل شدن برهنه، و هنر برهنگی به‌طور کلی و در بیشتر اوقات همراه با مخالفت‌های اجتماعی یا دست‌کم برخی از عناصر جوامع است. در دوره‌های کلاس‌های هنری و طراحی یا سایر محیط‌های دانشگاهی با کمک مدل‌های برهنه، قوانین سختگیرانه‌ای برای مدل‌ها و هنرآموزان اعمال می‌شود و مدرسان و استادان، تأکید و توجه ویژه‌ای بر جدی بودن مطالعهٔ فیگور (مدل) توسط کارآموزان دارند. عکاسی به‌طور کلی ممنوع است و در بعضی از مدارس، دانش‌آموزان و دانشجویان غیر هنری، مجاز به الگوبرداری نیستند چرا که این موضوع باعث ایجاد تعارض و تضاد منافع برای مؤسسه هنری است. پذیرش مراجعه‌کننده و چشم‌چرانی در محدوده و مکانی که یک مدل برهنه قرار دارد به شدت کنترل می‌شود. برهنه‌شدن با احتیاط انجام می‌شود و مدل برهنه می‌تواند در هر زمان که نمایش ندارد، لباس بپوشد. به‌طور کلی برای هر کسی از جمله استادان، لمس یک مدل ممنوع است. برخی موسسات صرفاً به مربی اجازه می‌دهند که مستقیماً با یک مدل صحبت کند.

## نگارخانه

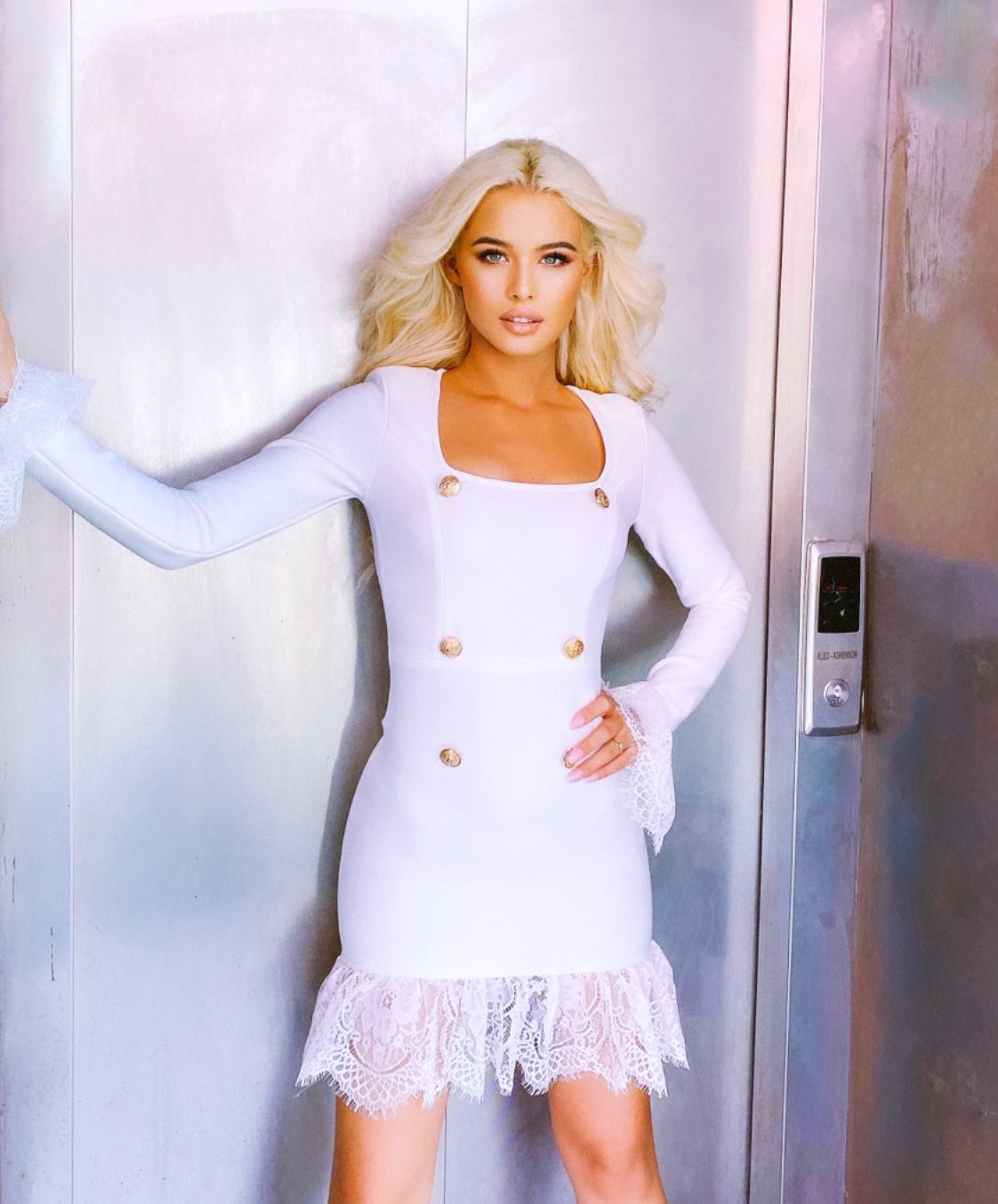
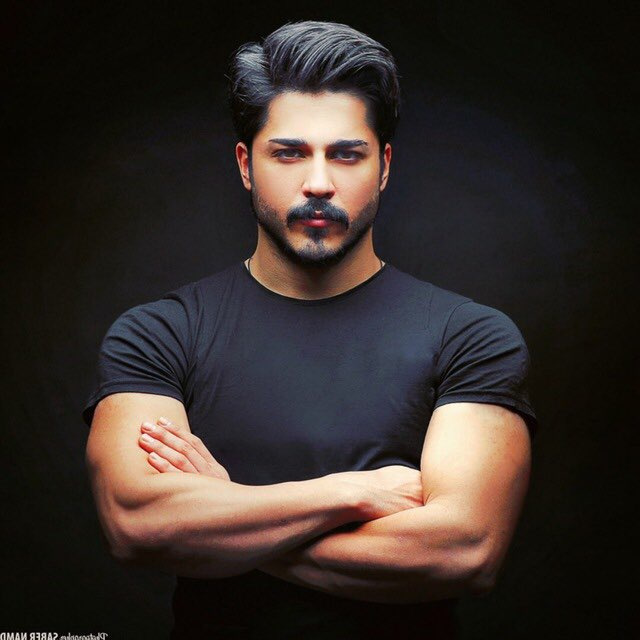
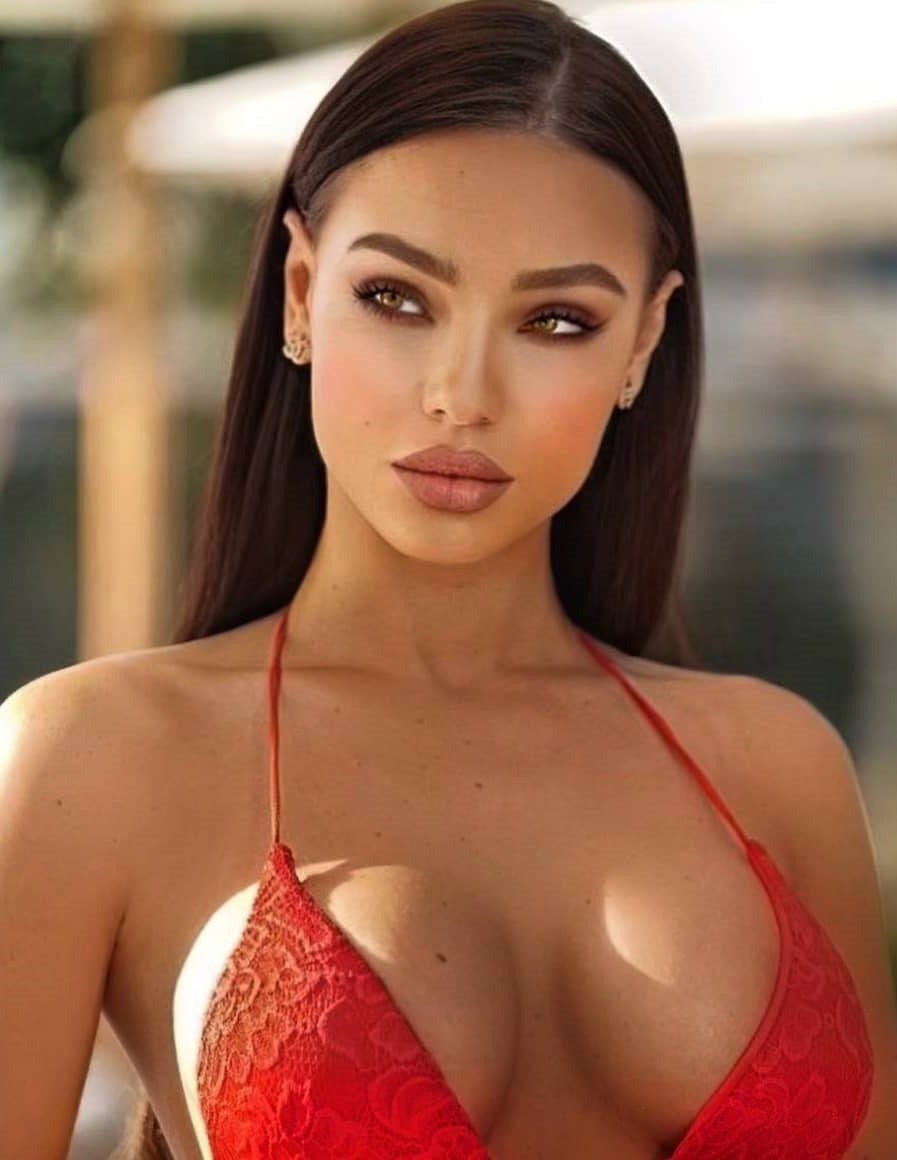
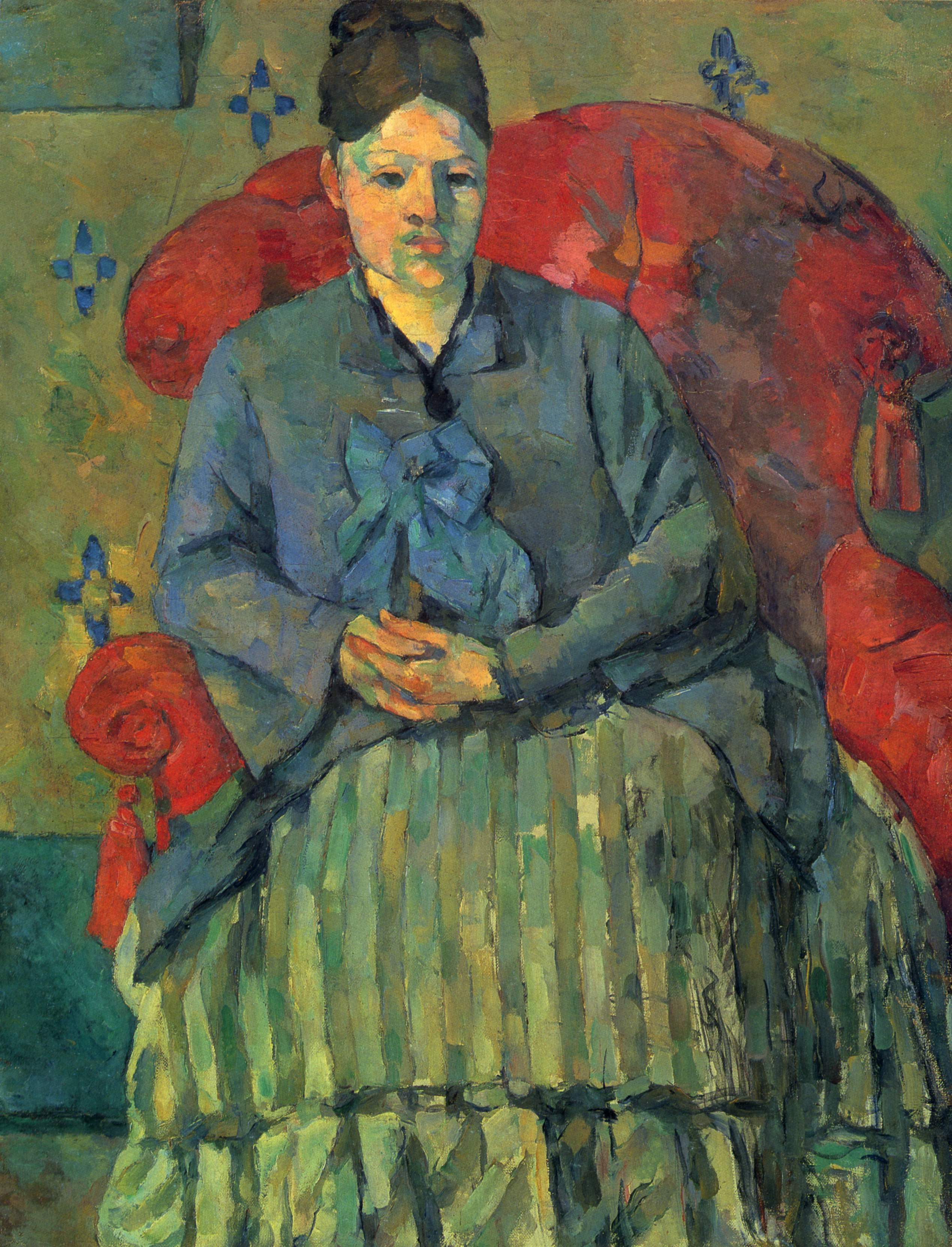
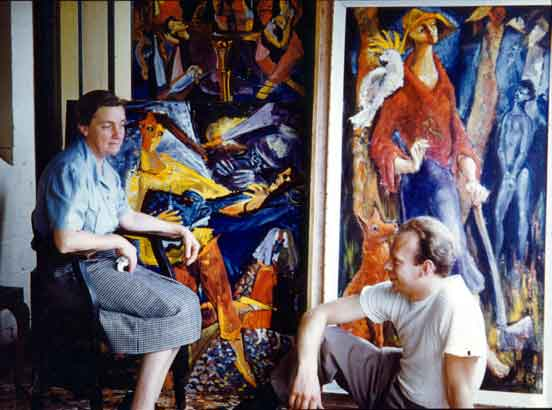
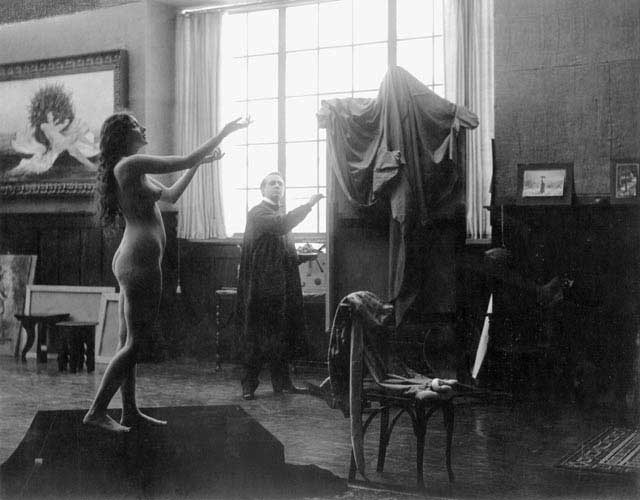